# Эстония на зимних Олимпийских играх 1994
Эстония в зимних играх принимала участие в Зимних Олимпийских играх 1994 года в Лиллехамере (Норвегия) в четвёртый раз за свою историю, но не завоевала ни одной медали. Сборная страны состояла из 26 спортсменов (17 мужчин, 9 женщин).